# Debrzno
Debrzno là một thị trấn thuộc huyện Człuchowski, tỉnh Pomorskie ở bắc Ba Lan. Thị trấn có diện tích 7 km². Đến ngày 1 tháng 1 năm 2011, dân số của thị trấn là 5357 người và mật độ 713 người/km².